# Sultanato de Guzarate

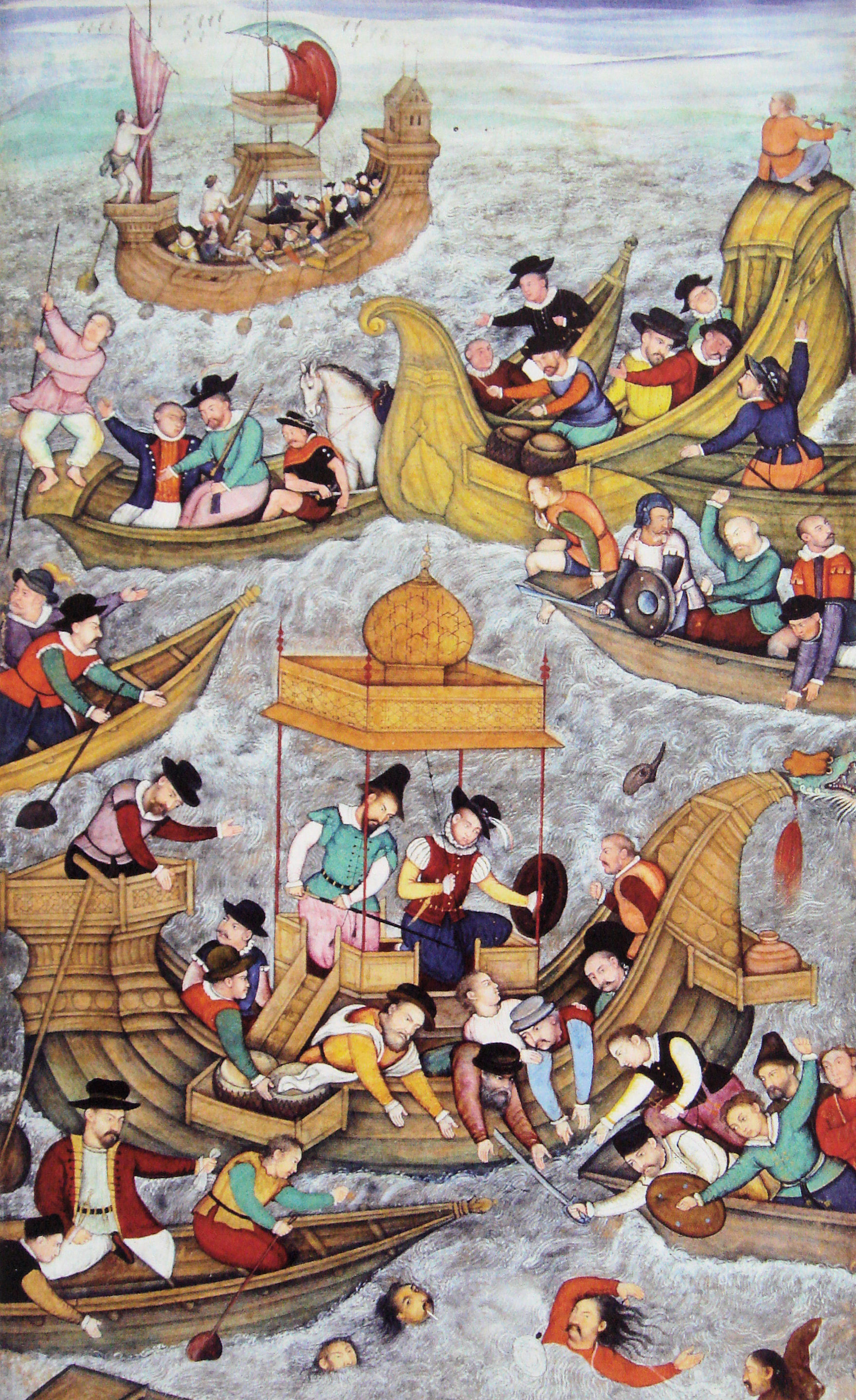
Morte de Bahadur Xá de Guzarate perante as forças portuguesas durante o cerco de Diu de 1538

O Sultanato de Guzarate, conhecido como Reino de Cambaia pelos portugueses, foi um reino independente fundado no início do século XV em Guzarate. O fundador da dinastia muzafárida no poder, Zafar Cã (posteriormente Muzafar Xá I) foi nomeado em 1391 governador de Guzarate por Naceradim Maomé ibne Tugluque IV, governador do principal estado no norte da Índia à época, o Sultanato de Deli. Zafar Cã derrotou Farate-ul-Mulque perto da cidade de Patan, instalando aí a capital e declarando a independência em 1407. O sultão seguinte, o seu neto Amade Xá I, fundou em 1411 a nova capital Amedabade nas margens do rio Sabarmati. A prosperidade do sultanato atingiu o apogeu durante o governo de Mahmud Xá I Begada.
Em 1509, os colonos portugueses conquistaram Diu ao sultanato na sequência da batalha de Diu. Em 1535, Guzarate é atacada pelo grão-mogol Humaium. O sultanato chega ao fim em 1573, quando Aquebar anexa o território ao seu império e este se torna na província de Subá. O último governante, Muzafar Xá III, foi feito prisioneiro e levado para Agra. No entanto, em 1583 evade-se da prisão e com a ajuda de vários nobres conseguiu recuperar o trono durante um breve período de tempo até ser derrotado pelo general de Aquebar, Abedur Raim Cã-i-Canã.

## Ver tambérm
- Tratado de Baçaim